# Чемпионат мира по фехтованию 1970
Чемпионат мира по фехтованию 1970 года проходил с 13 по 24 сентября в Анкаре (Турция). Среди мужчин соревнования проходили в личном и командном зачёте по фехтованию на саблях, рапирах и шпагах, среди женщин — только первенство на рапирах в личном и командном зачёте.

## Общий медальный зачёт
| Место | Страна    | Золото | Серебро | Бронза | Всего |
| ----- | --------- | ------ | ------- | ------ | ----- |
| 1     | СССР      | 5      | 4       | 1      | 10    |
| 2     | Венгрия   | 2      | 2       | 1      | 5     |
| 3     | ФРГ       | 1      | 0       | 0      | 1     |
| 4     | Польша    | 0      | 1       | 2      | 3     |
| 5     | Румыния   | 0      | 1       | 2      | 3     |
| 6     | Франция   | 0      | 0       | 1      | 1     |
| 6     | Швейцария | 0      | 0       | 1      | 1     |
| Всего | Всего     | 8      | 8       | 8      | 24    |

## Медалисты

### Мужчины
| Дисциплина                  | Золото                                                                                              | Серебро                                                                                         | Бронза                                                                                              |
| --------------------------- | --------------------------------------------------------------------------------------------------- | ----------------------------------------------------------------------------------------------- | --------------------------------------------------------------------------------------------------- |
| Шпага Личное первенство     | Алексей Никанчиков                                                                                  | Сергей Парамонов                                                                                | Чаба Феньвеши                                                                                       |
| Шпага Командное первенство  | Венгрия · Шандор Эрдёш · Чаба Феньвеши · Дьёзё Кульчар · Золтан Немере · Паль Шмитт                 | Польша · Богдан Гонсёр · Хенрик Нелаба · Михаль Буткевич · Казимеж Барбурский · Збигнев Матвеев | Швейцария · Даниэль Гигер · Кристиан Каутер · Петер Лёчер · Александре Бретхольц · Кристиан Стрикер |
| Рапира Личное первенство    | Фридрих Вессель                                                                                     | Леонид Романов                                                                                  | Марек Домбровский                                                                                   |
| Рапира Командное первенство | СССР · Василий Станкович · Анатолий Котешев · Валерий Лукьянченко · Виктор Путятин · Леонид Романов | Венгрия · Шандор Сабо · Йенё Камути · Ласло Камути · Бела Дьярмати · Иштван Цаккель             | Румыния · Тэнасе Мурешану · Михай Циу · Штефан Хауклер · Илиу Фалб · Штефан Арделяну                |
| Сабля Личное первенство     | Тибор Пежа                                                                                          | Марк Ракита                                                                                     | Владимир Назлымов                                                                                   |
| Сабля Командное первенство  | СССР · Сергей Приходько · Марк Ракита · Владимир Назлымов · Виктор Сидяк · Эдуард Винокуров         | Венгрия · Тибор Пежа · Янош Кальмар · Тамаш Ковач · Петер Марот · Миклош Месена                 | Польша · Ежи Павловский · Юзеф Новара · Зыгмунт Кавецкий · Кшиштоф Гжегорек · Януш Маевский         |

### Женщины
| Дисциплина                  | Золото                                                                                             | Серебро                                                                                   | Бронза |
| --------------------------- | -------------------------------------------------------------------------------------------------- | ----------------------------------------------------------------------------------------- | --- |
| Рапира Личное первенство    | Галина Горохова                                                                                    | Елена Белова                                                                              | Ольга Сабо                                                                                                |
| Рапира Командное первенство | СССР · Галина Горохова · Елена Белова · Александра Забелина · Светлана Чиркова · Татьяна Самусенко | Румыния · Иляна Дрымбэ · Ана Эне · Мария Викол · Экатерина Шталь-Енчик · Ольга Орбан-Сабо | Франция · Катерин Русселе · Брижит Гапе-Дюмон · Анник Левель · Клодет Эрбстер-Жослан · Мари-Шанталь Демай |